# 松浦九州男
松浦 九州男（まつうら くすお、? - 1950年）は、日本の軍人。最終階級は陸軍少佐。熊本県出身。

## 経歴
熊本県立玉名中学校、陸軍士官学校卒業。陸士卒業後、終戦時は関東軍暗号課長だった。満洲に侵攻して来たソビエト軍の捕虜となった。
1946年にA級戦犯を裁く東京裁判のソビエト側の証人として、満州国総務長官・武部六蔵、瀬島龍三陸軍中佐と共に証言台に立たされた。主に日本軍の人体実験についての証言であった。
1950年に死去（自殺）した。